# Борго Санта Рита
Борго Санта Рита (итал. Borgo Santa Rita) је насеље у Италији у округу Гросето, региону Тоскана.
Према процени из 2011. у насељу је живело 34 становника. Насеље се налази на надморској висини од 103 м.